# Jaltomata repandidentata
Jaltomata repandidentata är en potatisväxtart som först beskrevs av Michel Félix Dunal, och fick sitt nu gällande namn av A.T. Hunziker. Jaltomata repandidentata ingår i släktet jaltomator, och familjen potatisväxter. Inga underarter finns listade i Catalogue of Life.

## Bildgalleri

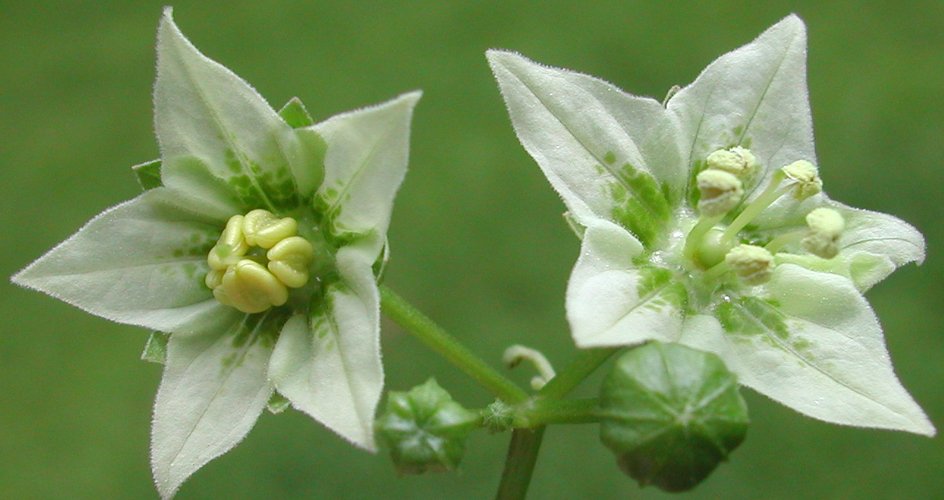